# Energitäthet
Energitäthet är mängden energi som finns lagrad per volym- eller massenhet i ett system eller ett kemiskt ämne. Begreppet används bland annat i samband med energilagring, så som batterier. Andra användningar är att beskriva och jämföra olika bränslens egenskaper inom till exempel kärnkraft, förbränning, näringslära, explosioner och urladdningar.
De enheter som används beror på tillämpningsområdet. Vanliga enheter i samband med energilagring (särskilt elektrisk energilagring) är wattimme per kilogram (Wh/kg) eller wattimme per liter (Wh/L). I andra sammanhang förekommer megajoule per liter (MJ/L).

## Energitäthet i batterier
Batterier av olika typer har ofta en given spänningsnivå som bestäms av kemin inne i varje battericell. Batteriets inre resistans i ett batteri anger hur mycket ström som kan tas ut vid den givna spänningen. En lasts resistans plus batteriets inre resistans utgör tillsammans de huvudsakliga objekten där energin tas ut men vanligtvis räknar man endast lastens energiutveckling som nyttig eller användbar och övrig energiutveckling utgör förluster. Om en konstant ström tas ut så räcker batteriet en viss tid. Energi (E) kan skrivas som spänning (U) multiplicerat med strömstyrkan (I) och tiden (t): E = V I t. Enheterna (inom parentes) är: E (wattimme, Wh), U (Volt, V), I (Ampere, A), t (timme, h).

### Exempel: Smartphonebatteri
Ett litiumjonbatteri har ofta en spänning angiven på cirka 3,7 volt. Sedan anges energin i enbart ström gånger tid, exempelvis 3,1 Ah (3100 mAh). Energiinnehållet är då spänningen gånger strömmen och tiden, det vill säga 3,7 V x 3,1 A x 1 h = 11,47 Wh. För att få ut energidensiteten måste man veta batteriets massa. Om det väger 50 gram (0,05 kg) så får vi en energidensitet på 11,47 / 0,05 = 229 Wh/kg. Detta motsvarar ungefär standardkapaciteten i moderna litiumjonbatterier.

## Energitäthet hos elektriska och magnetiska fält
Elektriska och magnetiska fält lagrar energi. I vakuum ges energitätheten (i SI-enheter) av formeln,
{\displaystyle U={\frac {\varepsilon _{0}}{2}}\mathbf {E} ^{2}+{\frac {1}{2\mu _{0}}}\mathbf {B} ^{2}}
där E är det elektriska fältet och B är det magnetiska fältet. Lösningen blir i joule per kubikmeter. Rörande magnetohydrodynamik, ämnet som behandlar ledande vätskor, beter sig den magnetiska energitätheten som ett extra "tryck" som adderas till gastrycket från ett plasma.
Under normala linjära omständigheter, är energitätheten (i SI-enheter)
{\displaystyle U={\frac {1}{2}}(\mathbf {E} \cdot \mathbf {D} +\mathbf {H} \cdot \mathbf {B} )}
där D är den elektriska flödestätheten och H är magnetisk fältstyrka.